# جیمی جیلینسکی باکال
جیمی جیلینسکی باکال (انگلیسی: Jaime Gilinski Bacal؛ زادهٔ ۱۴ دسامبر ۱۹۵۷ ‏(۶۷ سال)) بانکدار، کارآفرین، نیکوکار و سرمایه‌دار اهل کلمبیا است.